# Harmata condensata
Harmata condensata är en insektsart som först beskrevs av Jacobi 1941.  Harmata condensata ingår i släktet Harmata och familjen dvärgstritar. Inga underarter finns listade i Catalogue of Life.